# Complexe pyramidal égyptien
 (septembre 2023).
Si vous disposez d'ouvrages ou d'articles de référence ou si vous connaissez des sites web de qualité traitant du thème abordé ici, merci de compléter l'article en donnant les références utiles à sa vérifiabilité et en les liant à la section « Notes et références ».
Avec la période prédynastique puis la période Thinite on assiste à une évolution caractéristique des coutumes funéraires des anciens Égyptiens qui se traduisent pour le personnage le plus puissant du royaume par le creusement d'impressionnantes galeries souterraines accédant au caveau royal et l'édification de monumentales constructions en briques crues signalant dans le désert abydénien l'ultime demeure du roi devenu dieu. Ces structures devinrent de plus en plus complexes tant par leurs dispositions internes qu'externes au cours des IIe et IIIe dynasties. Les pharaons de ces premières lignées développeront davantage cette architecture et les principes qui y présidaient en faisant bâtir de grandes enceintes destinées à servir au culte funéraire du roi qui lui restait enterré à l'écart dans son cénotaphe en dessous d'un monument rappelant le benben, le tertre primordial ou plus probablement la tombe d'Osiris.
C'est avec Djéser de la IIIe dynastie que l'architecture des tombes royales prend un nouvel élan réunissant en un seul complexe ces deux éléments jusque-là distincts et donnant au monument funéraire une envergure inégalée. Non seulement l'architecture se fait de pierres, ce qui représente une véritable révolution technique, mais la forme pyramidale naît, traduisant le devenir du roi une fois qu'il a rejoint le séjour des dieux, indice d'une révolution théologique.
En effet, cette forme choisie va très rapidement devenir l'élément principal du complexe funéraire au point qu'il en qualifie la destination et que l'on parlera désormais de complexe pyramidal.
Tout au long de cet Ancien Empire il apparaît certain au vu des découvertes des textes des pyramides que cette architecture répondait à des codes précis, savamment pensés puis inscrits dans la pierre même des caveaux funéraires afin d'ajouter l'écrit éternel à cet écrin de pierre destiné à assurer l'immortalité d'un roi divin.

## Complexe pyramidal à laIIIedynastie

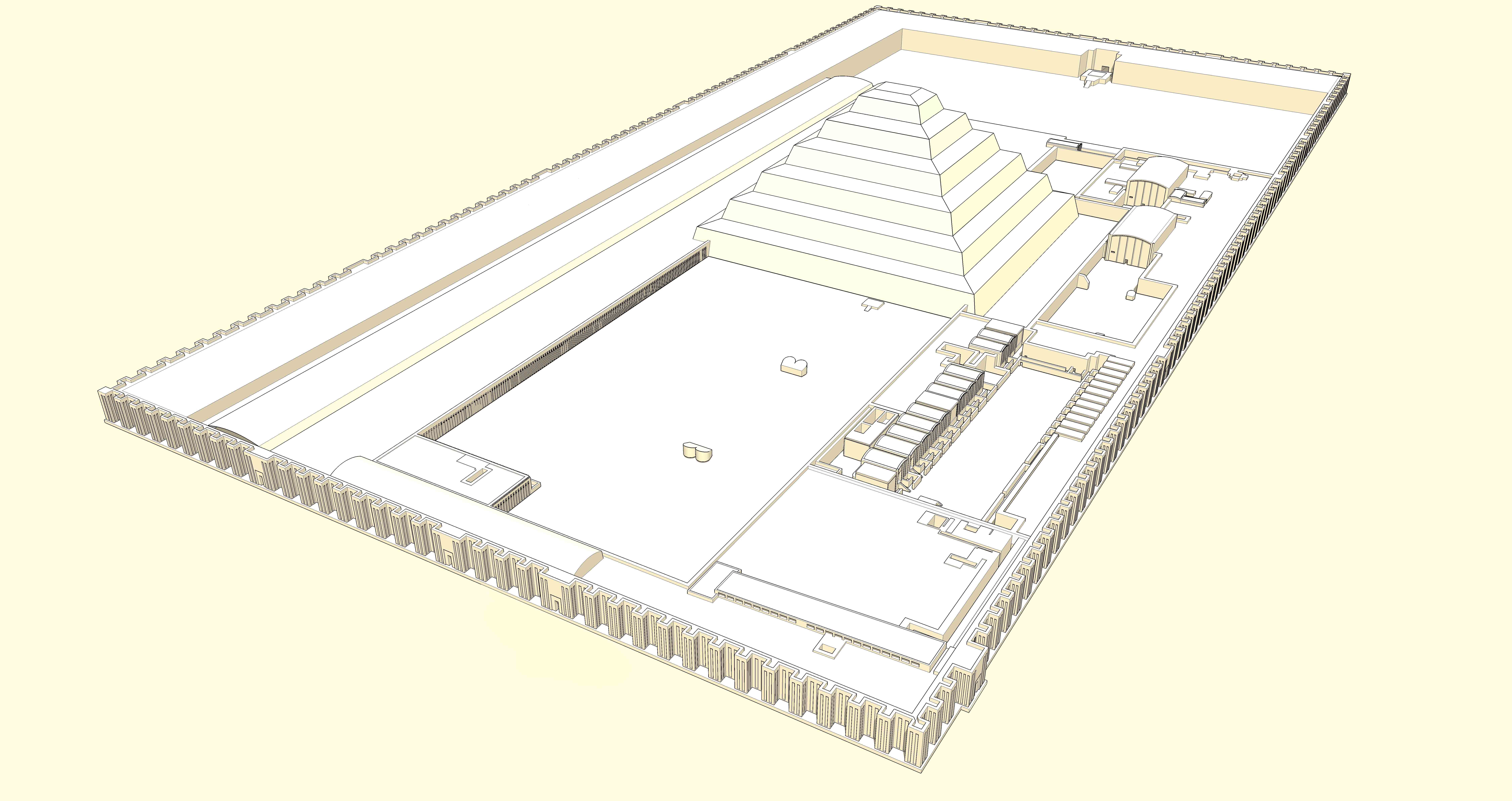
Le complexe pyramidal de Djéser

Djéser, premier souverain de la dynastie, inaugure avec son complexe de Saqqarah un nouveau concept qui verra une évolution rapide en un peu moins d'un siècle mais dont les principaux éléments seront à peu de chose près immuables pour tous les monuments funéraires royaux qui suivront. Cet ensemble d'édifices à vocation funéraire se développe selon un axe nord sud et son accès se faisait par le sud-est de l'enceinte principale.
La IIIe dynastie compte après lui encore quatre souverains qui bâtiront à leur tour d'autres complexes poursuivant l'expérience initiée et donnant à la pyramide à degrés une place de plus en plus prépondérante signe probable d'une évolution de la pensée religieuse dominante dont le dieu Rê était la divinité montante. 
En dehors du célèbre complexe de Djéser seuls trois autres ont été identifiés actuellement.
Cette aurore religieuse était parallèle à l'affermissement d'un pouvoir royal théocratique dont le principal sujet, dieu fait homme, finissait son parcours terrestre dans son palais d'éternité dans le désert occidental, lui garantissant une nouvelle et ultime transformation de l'homme roi en un nouveau dieu renaissant pour l'éternité. Très vite son association avec l'astre solaire, hypostase visible du dieu Rê, apparue comme la promesse tenue d'une vie assurée dans l'au-delà pour ce personnage hors du commun qui avait reçu des dieux mêmes l'héritage du trône de Geb, dieu de la terre. Le roi régnait sur les hommes et la terre par droit divin et son devenir ne pouvait être qu'immortel.
Le complexe funéraire devait assurer ce rôle et loin d'être une nécropole silencieuse et déserte il reproduisait alors le palais du roi et tous les éléments nécessaires pour lui assurer de nombreux jubilés, comme Rê.
Le plan de chacun des complexes pyramidaux de cette dynastie ne changera guère bien qu’il soit vrai que seuls les exemples de Djéser et de Sekhemkhet puissent véritablement être comparés, leurs successeurs n'ayant pu achever leur propre complexe.
On accédait à l'enceinte funéraire par un unique accès placé au sud-est de l'enceinte principale du complexe qui donnait accès à une première partie d'accueil ouvrant sur un grand espace subdivisé en différentes cours se succédant jusqu'au temple cultuel. Ce dernier, accolé à la face nord de la pyramide, abritait dans son sous-sol l'accès au dispositif souterrain de la pyramide dont le plan se simplifiera au fur et à mesure des règnes.
Le complexe funéraire de Djéser reste particulier d'une part en raison de son achèvement, mais surtout au regard de la complexité de ses annexes qui occupent alors encore une place importante dans le dispositif général du cénotaphe royal.
Avec Houni dernier souverain de la dynastie, l'accent est mis sur la pyramide elle-même qui atteint des proportions inégalées jusque là. L'innovation principale de la pyramide de Meïdoum réside surtout dans le caveau royal qui est placé au cœur du massif de la pyramide, protégé par une voûte en encorbellement, dont le concept trouvera son accomplissement avec les grands projets de Dahchour et de Gizeh.
Ainsi on trouve dès les premiers complexes pyramidaux les principes essentiels qui feront la caractéristique des monuments funéraires des dynasties suivantes. Un temple d'accueil, une partie cultuelle jouxtant la pyramide, une tombe sud destinée au ka royal et toutes les annexes nécessaires pour assurer le culte funéraire du roi.

## Complexe pyramidal à dater de laIVedynastie

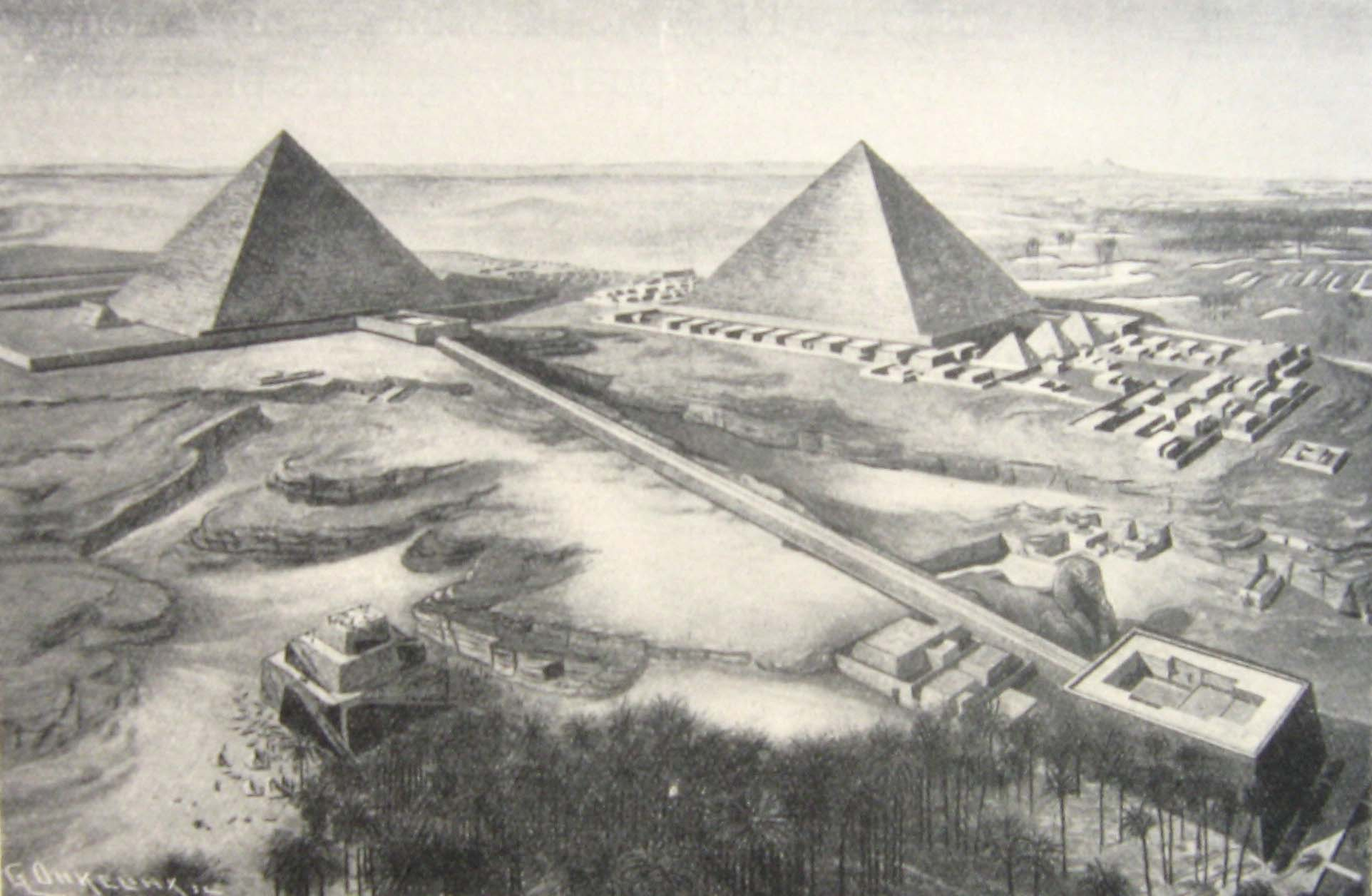
Reconstitution du complexe de Khéphren d'après Uvo Hölscher

Avec la IVe dynastie l'architecture des complexes pyramidaux prend une nouvelle forme. La pyramide reste l'élément le plus important et les parties annexes semblent écrasées par sa masse tant et si bien que l'on parle davantage de la pyramide que de ces monuments essentiels pour le culte funéraire royal.
C'est pourtant à dater de Snéfrou que les principaux éléments initiés à la dynastie précédente trouveront leur plan définitif avec un temple bas et une chaussée ascendante le reliant à un temple haut ou temple funéraire accolé au monument pyramidal.
L'enceinte primitive des complexes de la IIIe dynastie se transforme alors en un mur ceignant la pyramide, la pyramide du ka et la partie cultuelle du temple haut et sera désormais désignée par les égyptologues sous le terme de péribole.
Ce plan général ne subira que des modifications mineures durant toute l'ère des grandes pyramides. Mais chaque élément architectural analysé dans le détail montre une évolution et la marque d'une recherche constante de la part des anciens architectes. Pourtant, deux courtes périodes de l'histoire égyptienne, la VIe dynastie et la deuxième moitié de la XIIe dynastie font exception à cette règle, les plans des complexes étant reproduits de manière quasi-uniforme.
Les souverains du Moyen Empire, pour légitimer leur règne, puiseront leur inspiration chez leurs glorieux ancêtres et réintégreront dans leur complexe funéraire des éléments apparus à la IIIe et à la IVe dynastie tels le mur d'enceinte à redans du complexe de Djéser ou les systèmes de fermeture avec herse de la pyramide rhomboïdale. Le plan jusqu'alors solidement établi et largement consacré du complexe pyramidal subit des modifications importantes. Ainsi la convention la plus tenace qui plaçait l'entrée des appartements funéraires sur la face nord de la pyramide disparut sous le règne de Sésostris II montrant le signe que, dorénavant, le désir des souverains de protéger leur dépouille prédominait.

### Temple bas

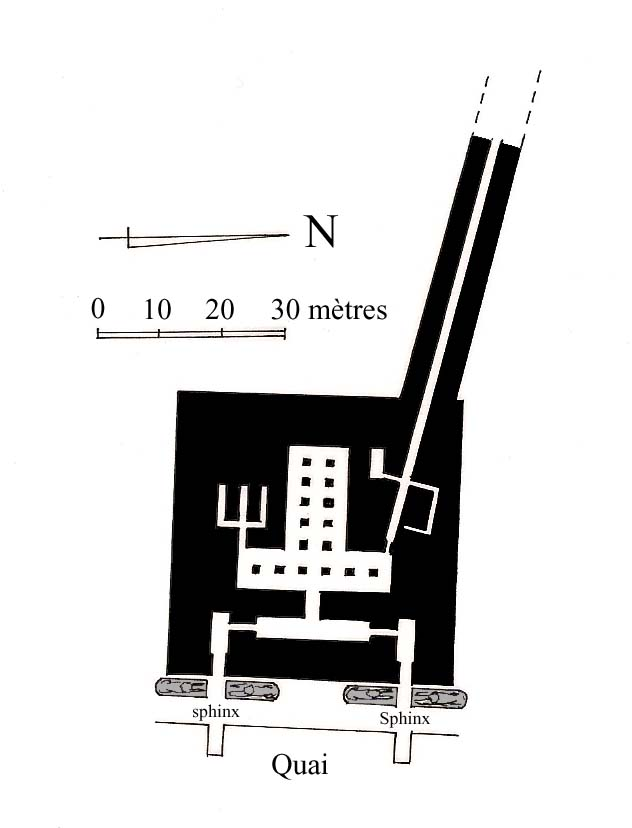
Plan du temple bas de la pyramide de Khéphren

Véritable temple d'accueil des processions funéraires ou cérémonielles en l'honneur du pharaon défunt, ces structures étaient bâties à la lisière des terres cultivées. On y accédait par un port aménagé au bord d'un lac ou d'une retenue d'eau spécialement alimentée par une dérivation du canal de Memphis. C'est dans ces temples qu'étaient pratiqués les rites d'embaumement du royal défunt et, une fois l'enterrement achevé, qu'étaient apportées les offrandes quotidiennes destinées au culte funéraire qui était rendu dans le temple haut.
Avec la Ve dynastie l'architecture des temples bas devient élégante avec des portiques à colonnes monolithiques, leur conférant l'aspect de propylées monumentaux. Ils étaient ornés de reliefs et richement dotés de statues royales et comportaient des chapelles destinées au culte des principales divinités du royaume.
Ces temples qui, dans les premiers temps de la IVe dynastie, étaient isolés du monde des vivants se placeront par la suite au cœur même d'une véritable cité dont le rôle était tout entier consacrée au culte funéraire du roi. 
Des villes de pyramides apparurent donc au pied des complexes pyramidaux et il faut imaginer pour certains sites devenus de véritables nécropoles dynastiques une agglomération étendue faisant face à Memphis, l'ancienne capitale du royaume située de l'autre côté du canal principal.
Toute une administration s'était établie autour du temple bas ainsi que des ports pour décharger les marchandises provenant des domaines funéraires associés au culte du roi, des ateliers artisanaux, des boucheries, des boulangeries et les habitations des prêtres et serviteurs dédiés à cette véritable fondation funéraire qui occupait une place importante dans la vie économique du pays. L'importance de ces cités et de leur temple d'accueil est alors telle que la capitale elle-même finira par prendre le nom de la pyramide de Pépi Ier qui qualifiait son complexe funéraire, preuve s'il en est de l'influence qu'exerçait ces ensembles dans l'urbanisme de l'Ancien Empire.

### Chaussée
L'éloignement des différents dispositifs constituant le complexe funéraire royal trouve, à dater du règne de Snéfrou, une solution avec l'invention d'une longue voie pavée munie de deux murs parallèles. On a un temps pensé que ces chaussées étaient à ciel ouvert mais des découvertes faites à Saqqarah et à Abousir viennent contredire cette restitution et il faut désormais les imaginer comme de véritables couloirs plongés dans une certaine pénombre et s'enfonçant à travers le désert vers la pyramide et son temple funéraire.
Sa longueur variait en fonction du site choisi pour l'édification de la pyramide qui se trouvait plus ou moins éloigné de la lisière des terres cultivées et donc des canaux qui pouvaient desservir le port du temple et le chantier pendant la construction du complexe. Ainsi pour Khéops, bien que son tracé exact soit perdu sous la ville moderne de Gizeh, on peut estimer à plus de 730 m la longueur de la chaussée reliant les deux parties, grâce à la découverte récentes des vestiges du sol du temple d'accueil en plein cœur de la ville. Avec celle d'Ounas à Saqqarah ce sont les chaussées les plus longues attestées de manière sûre jusqu'à présent.
Cette chaussée, qui menait au temple funéraire les processions d'offrande apportant quotidiennement les biens et marchandises nécessaires au culte du roi, était donc un ouvrage colossal à bâtir, nécessitant des levers de terres importants afin de rattraper les dénivelés du terrain ainsi que des fondations parfois imposantes comme l'atteste l'exemple du complexe pyramidal de Sahourê en Abousir.
Elle était également empruntée par la procession funéraire une fois les rites de momification achevés dans le temple bas et le corps du roi placé dans son sarcophage interne.  Ses murs étaient ornés de reliefs retraçant les évènements du règne et supportaient un toit dans lequel étaient aménagées des ouvertures afin d'éclairer ce long cheminement vers la nécropole royale.  
Ainsi au moment des funérailles, pour une dernière fois le souverain traversait le long corridor de son règne, passant devant les scènes retraçant son histoire telles ses constructions en l'honneur des dieux ou bien certaines étapes spectaculaires de la construction de son complexe funéraire, ses chasses glorieuses, ses guerres victorieuses auxquelles assistaient dans une attitude soutenante et religieuse la famille royale et toute l'assemblée des grands du royaume venus rendre hommage éternellement au dieu roi vainqueur du chaos. Enfin, tout son peuple y était également figuré, figé dans les attitudes nécessaires pour cultiver, récolter, élever le bétail, chasser les oiseaux, pêcher des poissons en abondance et produire tout ce qui était nécessaire à sa survie dans l'au-delà.

### Temple haut
Simple chapelle donnant sur une cour abritant la stèle funéraire du roi avec les pyramides de Snéfrou, le temple haut se développe de manière magistrale avec son successeur à Gizeh.
Son principal accès se fait par la chaussée et il comporte outre des magasins destinés à abriter le matériel du culte et les statues royales, une grande cour bordée de portiques destinée aux purifications rituelles des offrandes faites au roi quotidiennement.
Cette cour ouvrait sur la partie intime du temple contenant la stèle fausse porte destinée à faciliter le passage du ka du roi d'un monde à l'autre. Véritable objet du culte funéraire, cette haute stèle était abritée soit dans une seconde cour à ciel ouvert soit dans une salle couverte.

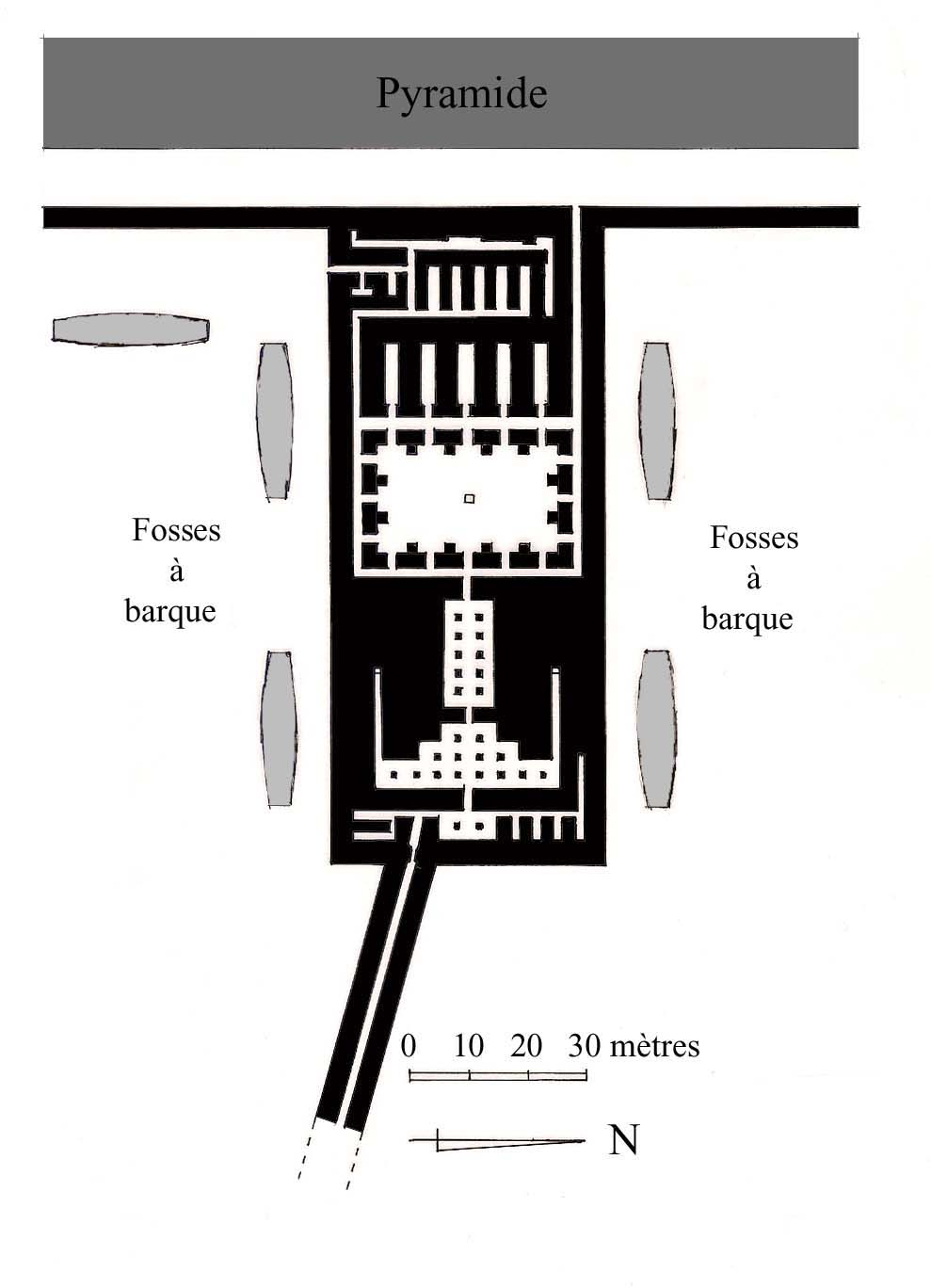
plan du temple haut de la pyramide de Khéphren

Cette disposition des principaux éléments du temple haut ne trouvera d'évolution que dans sa complexité. Avec la Ve dynastie apparaît au cœur du temple haut une chapelle à cinq niches qui contenaient cinq naoi abritant cinq statues du roi figuré sous la forme des cinq divinités principales du pays. La partie d'accueil du temple se développe encore davantage avec l'ajout de magasins supplémentaires et d’une architecture à l'élégance semblable à celle du temple bas, mais surtout d'une richesse des matériaux qui prend le pas peu à peu sur l'architecture colossale de la IVe dynastie. Granite pour des colonnes monolithiques de différents ordres, calcaires finement sculptés en haut-relief pour les murs soutenant des plafonds sculptés d'étoiles jaune or sur un fond bleu nuit, basalte ou albâtre pour les sols... De véritables expéditions sont organisées dans le désert oriental, vers le Sinaï ou plus traditionnellement vers les carrières d'Assouan pour trouver puis ramener par chargements entiers ces matériaux dont l'arrivée évènementielle pour l'époque sera figurée sur les reliefs des chaussées de chaque complexe.
Des systèmes de canalisation sont ménagés dans le sol même du temple afin d'évacuer les eaux lustrales abondamment versées sur les offrandes dans la cour principale du monument. De même, de massives gargouilles à tête de lion sont fixées sur le haut des murs afin d'évacuer les rares eaux pluviales qui pouvaient s'abattre sur le désert de temps à autre et ainsi menacer les décors peints du sanctuaire dont la symbolique essentielle participait pleinement au culte qui y était rendu.
L'art pictural atteint en effet pendant cette période un sommet qui sera perçu pendant longtemps comme l'apogée de l'art égyptien antique à tel point que les lointains successeurs de la XXVIe dynastie qui inaugure la période Saïte, s'en inspireront en tout point.

### Fosses à barque
Certains complexes pyramidaux, à dater de la IVe dynastie, intégreront des fosses à barque, éléments déjà présents dans les complexes funéraires de la Ire dynastie. Les pyramides de Khéops et de Khéphren en comptent cinq, la pyramide de Sésostris III (XIIe dynastie) certainement plus. À la Ve dynastie, seuls deux complexes pyramidaux en ont livré, le complexe de Néferirkarê et le complexe d'Ounas.

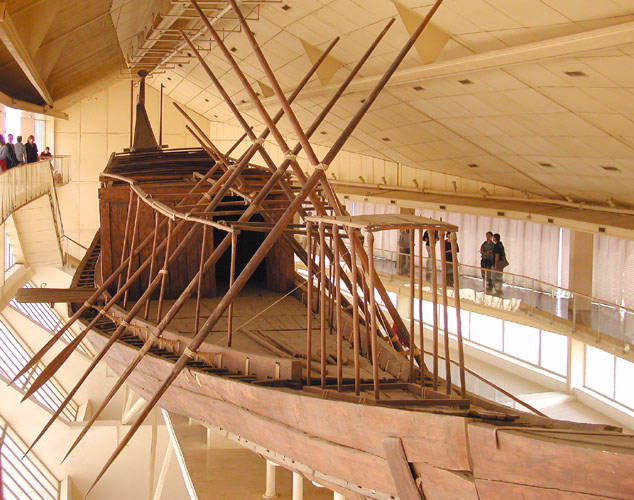
La barque reconstituée de Khéops (musée de la barque solaire)
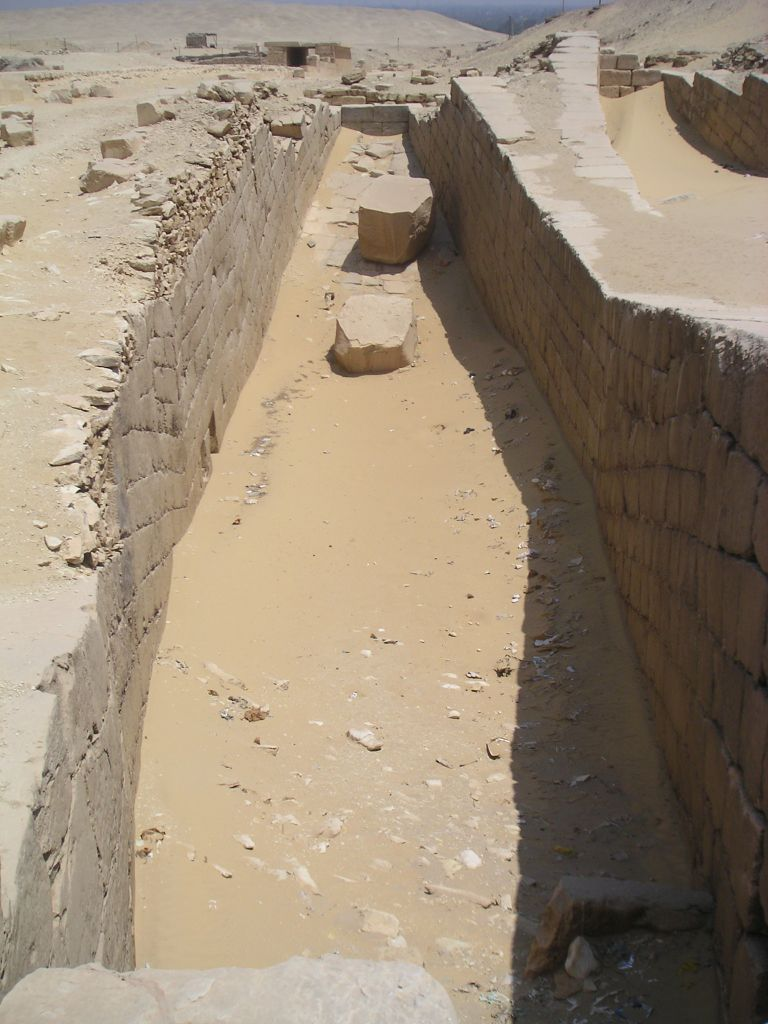
Fosses à barques d'Ounas
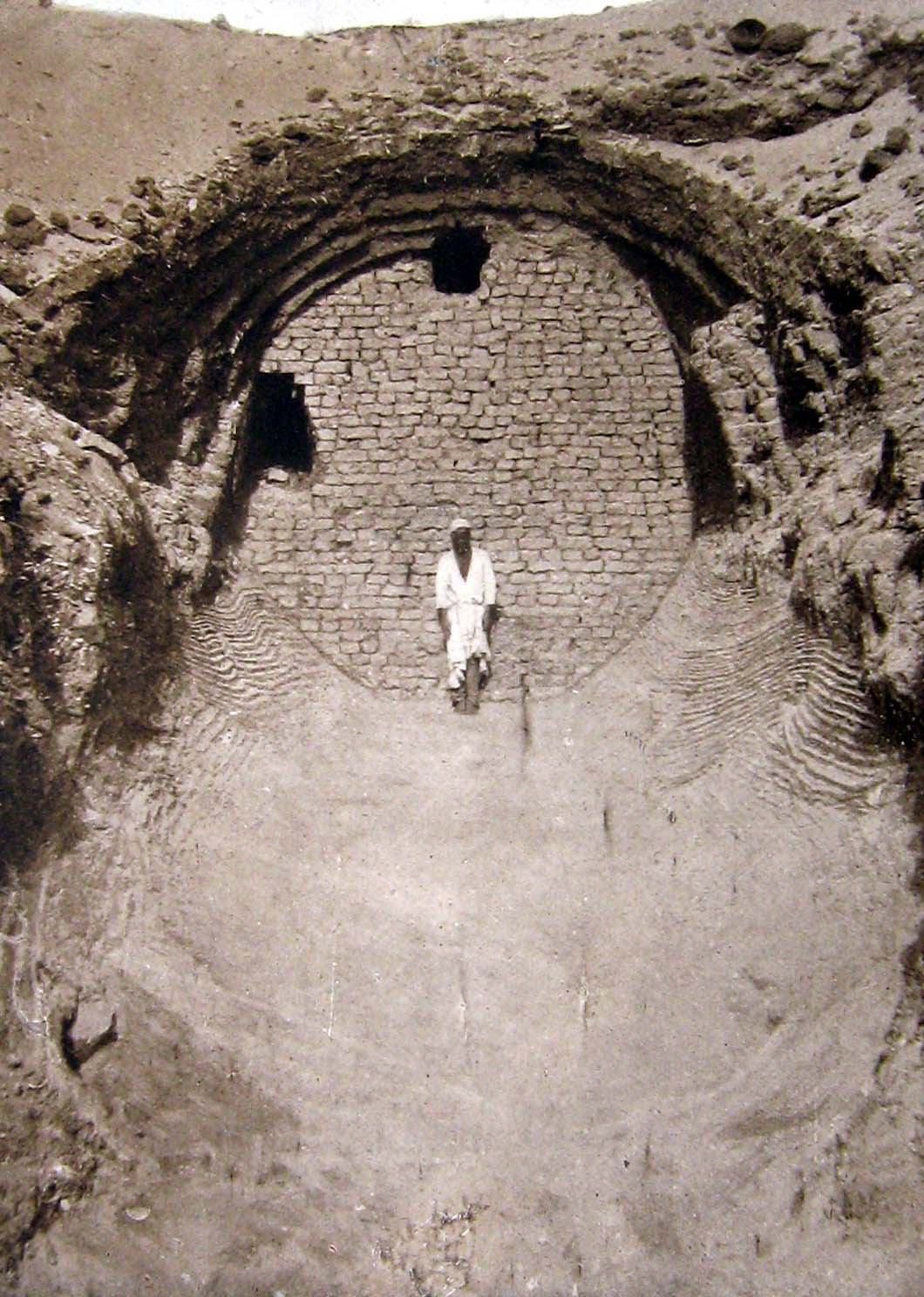
La fosse à barque de Sésostris III
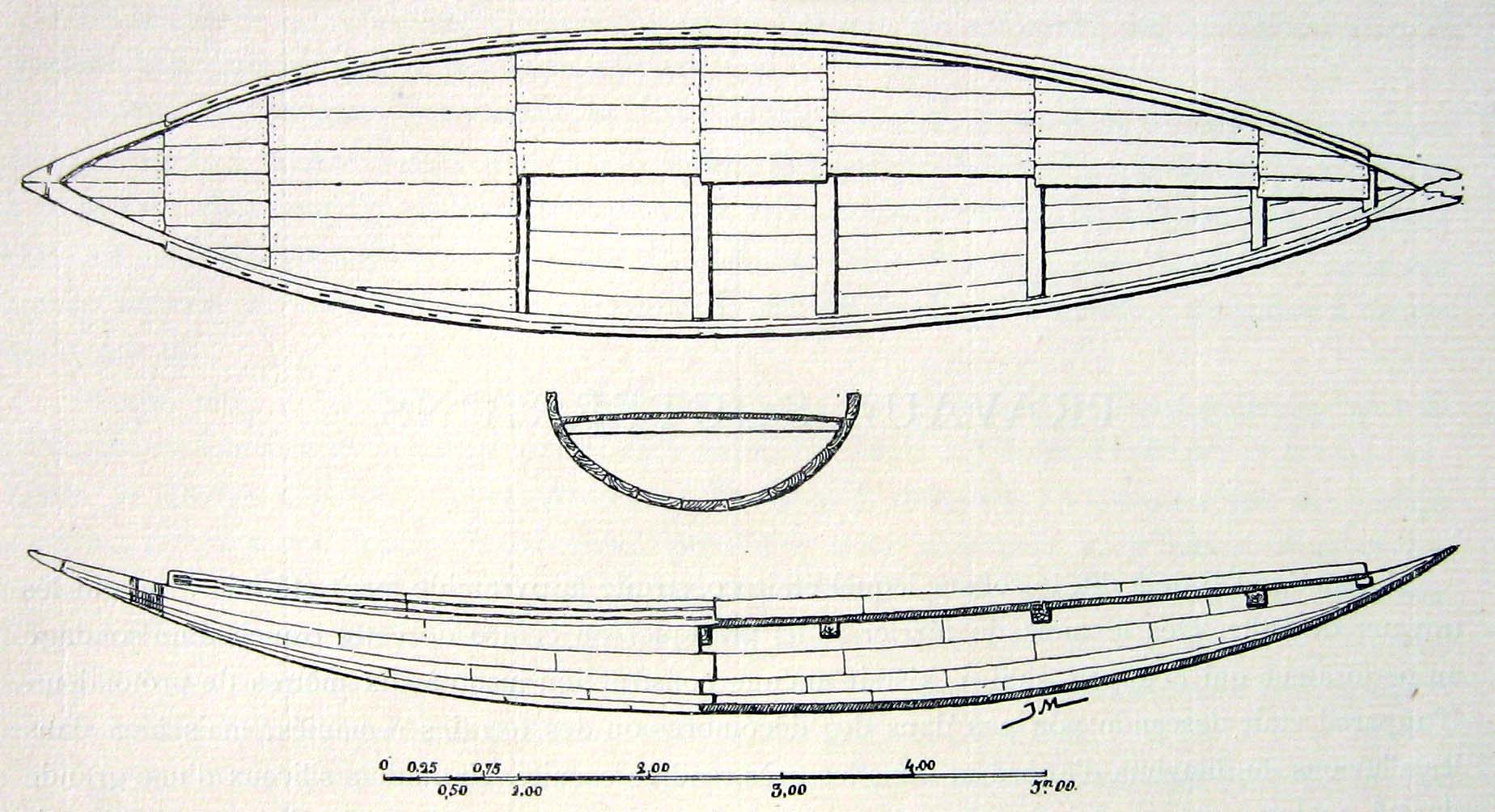
barque funéraire de Sésostris III

### Pyramides subsidiaires

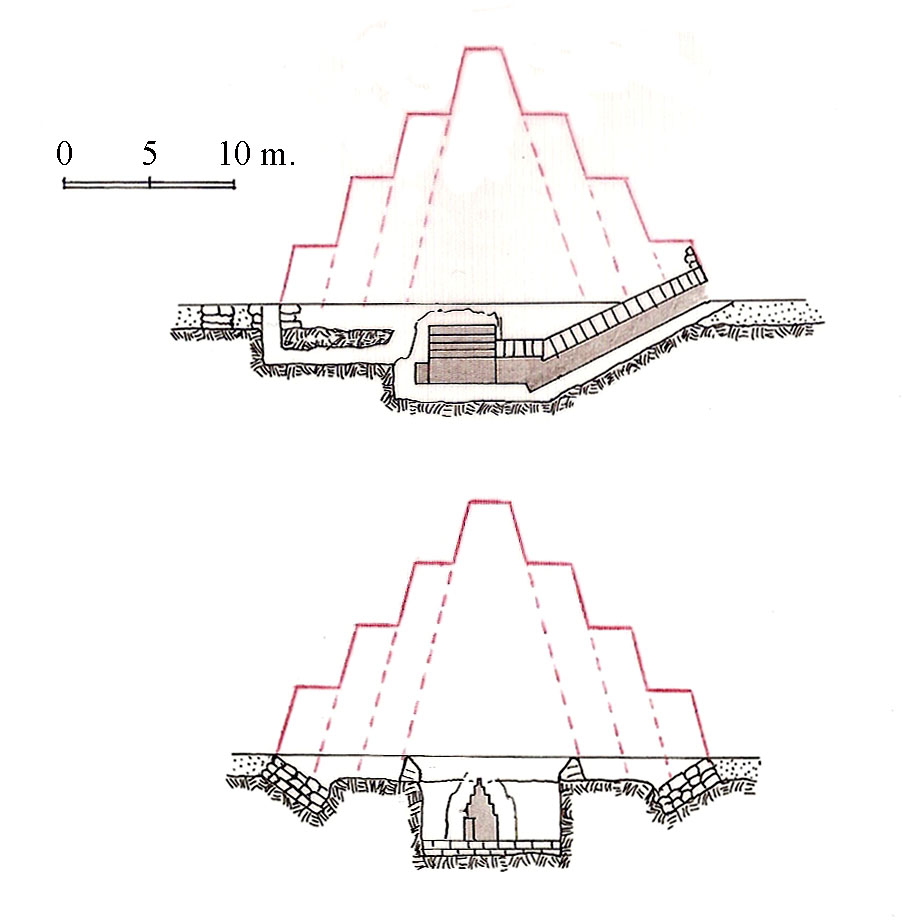
Pyramide satellite de la pyramide de Meïdoum

Déjà à Meïdoum, en achevant le monument édifié par Houni son prédécesseur, Snéfrou dote le complexe d'une pyramide subsidiaire non loin de la face méridionale de la pyramide royale. De plus petite taille, elle comporte sur sa face nord un accès à une galerie menant à une chambre aménagée en son sein. À dater de cette époque, chaque pyramide comportera une telle pyramide annexe que les égyptologues qualifient en pyramide-satellite sans pouvoir assurer sa destination et son rôle dans le complexe avec précision. Ce qui est certain c'est qu'elle est systématiquement placée au sud de la pyramide royale, souvent au sud-est, incluse dans le périmètre du péribole qui ceignait à la fois la partie cultuelle du temple et la pyramide, et comportera toujours un dispositif souterrain sorte de copie du caveau royal. Pyramide miniature, l'hypothèse qu'il s'agisse de l'avatar de la tombe sud des complexes de la IIIe dynastie reste probante. Quoi qu'il en soit, cet élément est de plus en plus rattaché au temple haut du complexe ce qui invite à penser qu'il occupait une place importante dans les rites qui s'y déroulaient.

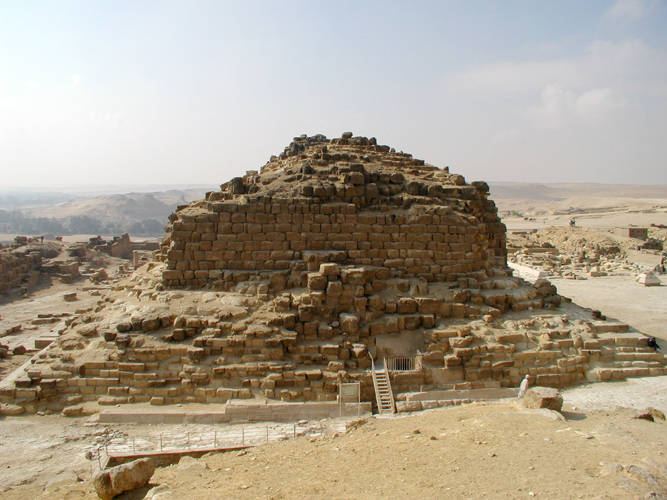
pyramide satellite (G1B)
Pyramide de Khéops

Avec Khéops on assiste pour la première fois à l'édification de pyramides de taille semblable et destinées à abriter les dépouilles royales et forcément divines de ses épouses. On en compte trois pour son complexe, d'une hauteur dépassant les vingt mètres et disposant chacune d'une descenderie aboutissant à un caveau aménagé en dessous du monument. 
Imité en cela  par un certain nombre de ses successeurs, on notera qu'elles étaient bâties systématiquement à l'extérieur du péribole avec en général un accès indépendant. La chapelle qui au début de leur invention, accolée à leur face orientale, permettait de rendre le culte funéraire, se transforma rapidement en un petit temple dont la complexité se développera au fur et à mesure des règnes pour devenir de véritables complexes pyramidaux miniatures certes, mais indépendants. Ainsi la pyramide de Khentkaous Ire, prototype de ce type de complexe destiné à une grande épouse royale, construit au nord de la chaussée du temple de Mykérinos se trouve relié à celui-ci par sa propre chaussée. 
Ouserkaf fera bâtir pour Néferhétepès un petit complexe au sud de sien à Saqqarah et le dote d'un petit temple de culte accolé à la face orientale de la petite pyramide. Khentkaous II, dont on sait aujourd'hui grâce aux fouilles récentes d'Abousir qu'elle fut considérée comme une des mères fondatrices de la dynastie, possèdera son propre complexe pyramidal avec un temple plus important encore entre les complexes pyramidaux de son époux et de ses deux fils.
Djedkarê enfin fera bâtir au nord du temple funéraire un véritable complexe pyramidal pour une reine encore anonyme, complexe doté d'un temple mais cette fois de sa propre pyramide satellite.
C'est avec la VIe dynastie que l'évolution de ces pyramides de reines verra son aboutissement. En effet, non seulement on assiste à leur multiplication, signal d'un changement notable dans le rôle des reines auprès de Pharaon, mais surtout les dernières fouilles effectuées ont permis d'y retrouver des versions adaptées des textes des pyramides couvrant les parois des caveaux destinés à protéger les momies royales, privilège jusque-là réservé au roi seul.
Au Moyen Empire ces pyramides subsidiaires seront également bâties, mais cette fois pyramides-satellites et pyramides de reines seront incluses dans le péribole du complexe pyramidal de Pharaon.

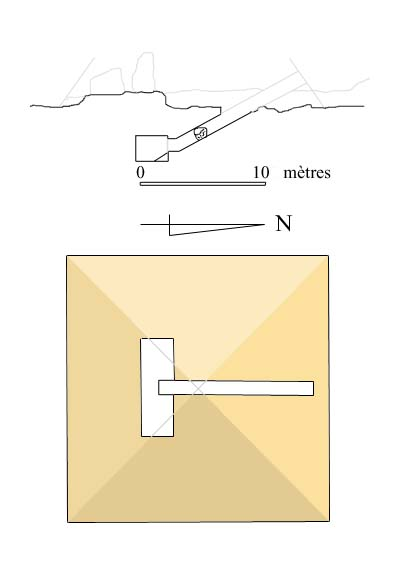
Coupe et plan de la pyramide satellite de la pyramide de Khéphren
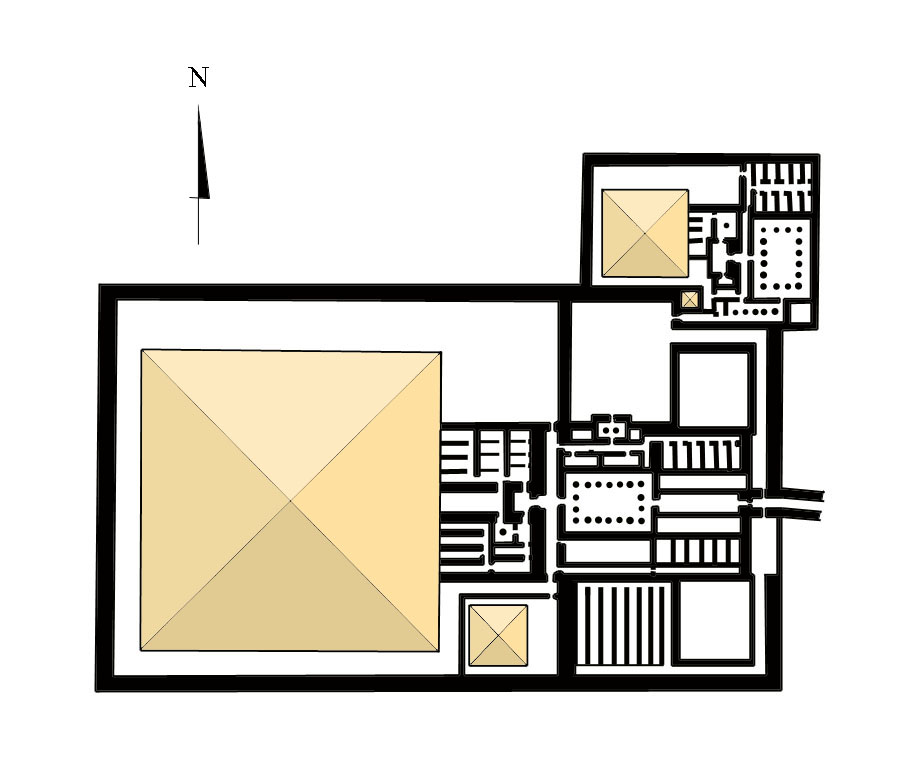
Plan du complexe de Djedkarê Isési en haut à droite, la Fichier:pyramide satellite et son temple funéraire
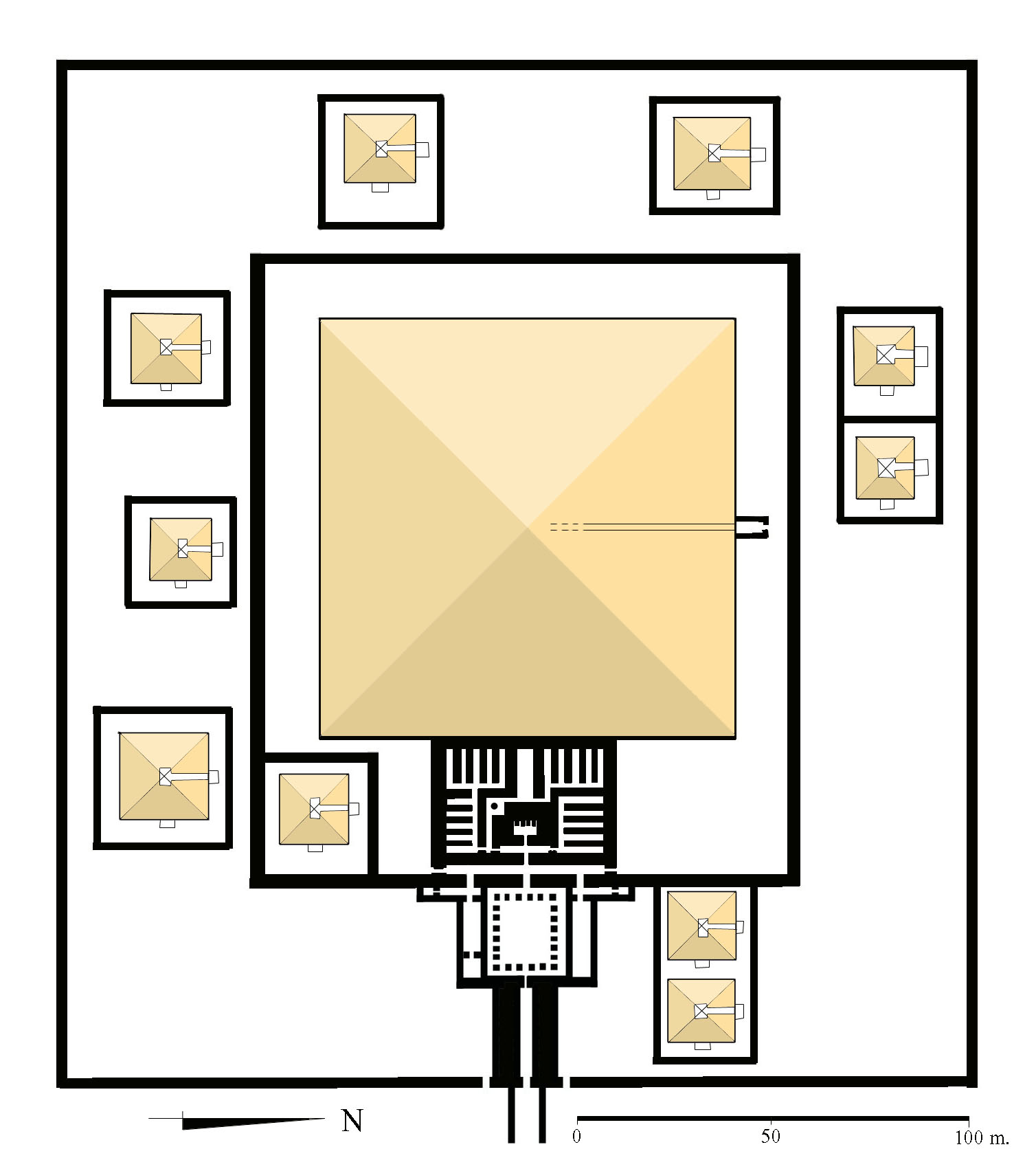
La pyramide de Sésostris Ier et ses dix pyramides subsidiaires
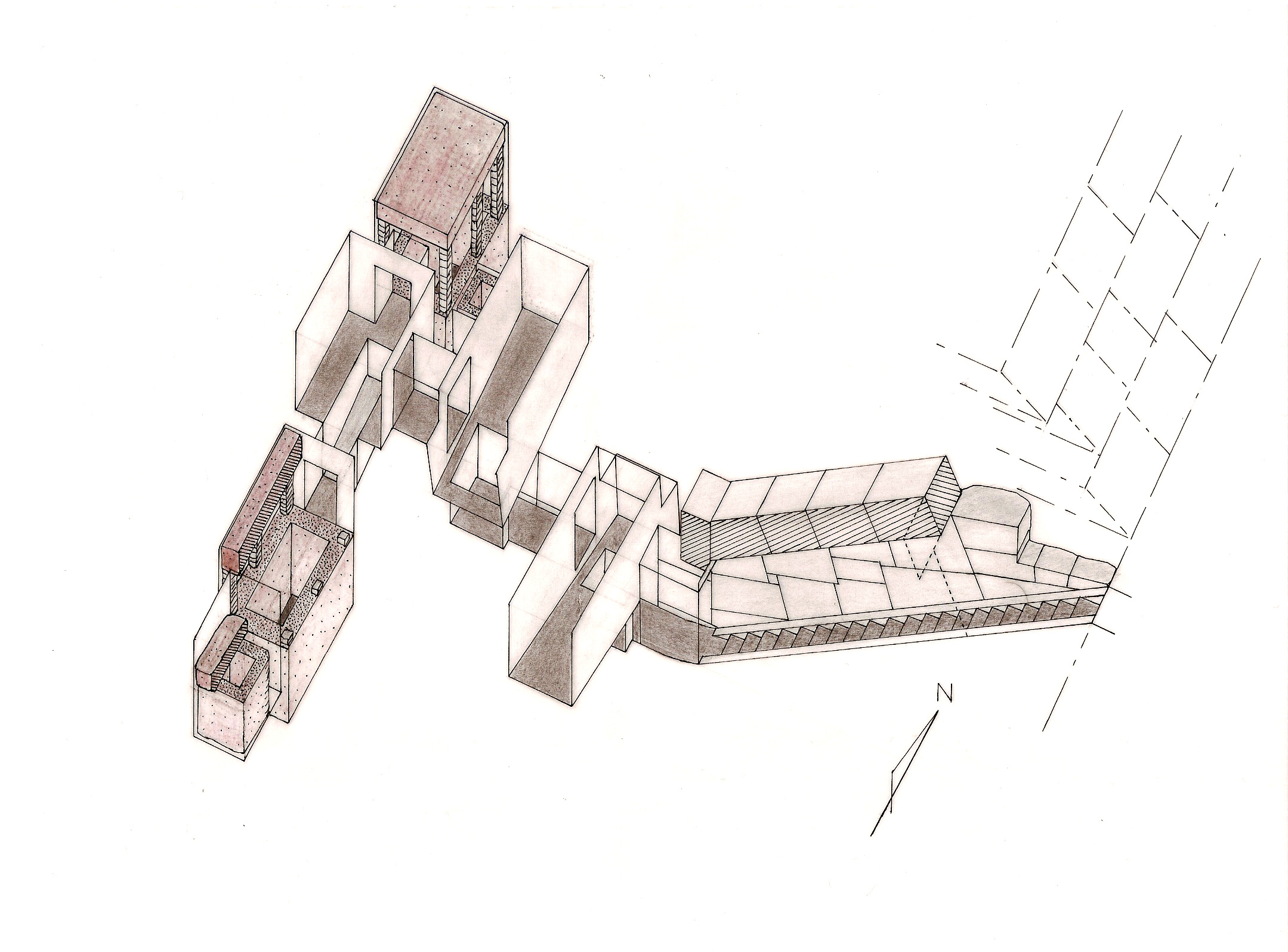
Structure interne de la pyramide satellite de la pyramide de Khendjer

### Pyramide
À dater de la IVe dynastie l'architecture des pyramides égyptiennes prend un nouvel élan et grâce à l'évolution des techniques tend à la perfection géométrique. La première pyramide à faces lisses est inaugurée par Snéfrou à Meïdoum. Il achève le monument que son prédécesseur avait probablement initié en opérant une transition audacieuse de la pyramide à degrés en une véritable pyramide classique, donnant ainsi à la forme du monument une beauté abstraite qui caractérisera tous les monuments du genre édifiés par la suite.
Le symbolisme solaire y trouvait un accomplissement jamais égalé. Le complexe funéraire était désormais entièrement organisé autour de cette pointe dressée vers les cieux et dont la blancheur du revêtement ajoutait à l'effet recherché d'allier le culte du roi à celui de l'astre diurne dont la théologie, à n'en pas douter, rayonnait déjà sur tout le pays.